# 新渡戸文化小学校
新渡戸文化小学校（にとべぶんかしょうがっこう）は、東京都中野区本町六丁目に所在する私立小学校。設置者は、学校法人新渡戸文化学園。一部の児童は新渡戸文化中学校・高等学校へ進学する。

## 沿革
- 1948年 - 東京経専小学校を開設
- 1950年 - 東京文化小学校に改称
- 1977年 - 杉並区和田1丁目の土地に校舎が竣工
- 2010年 - 学校名を「新渡戸文化小学校」へ変更し、校舎を杉並区和田から中野区本町へ移転
- 2017年 - 開校以来初めて制服をリニューアルすると同時に、小中一貫教育を開始し9年制の「新渡戸文化小中学校」となる
- 2021年 - 小中一貫教育を廃止し、再度「新渡戸文化小学校」となる

## 交通
- 東京メトロ丸ノ内線 東高円寺駅 徒歩5分

## 制服
- 小学校-男子：ブレザー、半ズボン、女子：ブレザー、スカート

- 中学校-男子：ブレザー、長ズボン、女子：ブレザー、スカート